# Верхньонергенське сільське поселення
Ве́рхньонерге́нське сільське поселення (рос. Верхненергенское сельское поселение) — сільське поселення у складі Нанайського району Хабаровського краю Росії.
Адміністративний центр — село Верхній Нерген.

## Населення
Населення сільського поселення становить 551 особа (2019; 580 у 2010, 579 у 2002).

## Склад
До складу сільського поселення входять:
| Населений пункт      | Населення, осіб (2002) | Населення, осіб (2010) |
| -------------------- | ---------------------- | ---------------------- |
| Верхній Нерген, село | 480                    | 508                    |
| Малмиж, село         | 99                     | 72                     |